# فرودگاه جزیره انت
فرودگاه جزیره انت (به انگلیسی: Annette Island Airport) یک فرودگاه خصوصی بهره‌برداری هوایی با کد یاتا ANN است که یک باند فرود آسفالت دارد و طول باند آن ۲۲۸۴ متر است. این فرودگاه در شهر متلاکاتلا، آلاسکا کشور ایالات متحده آمریکا قرار دارد و در ارتفاع ۳۶ متری از سطح دریا واقع شده است.